# Валия
Валия (или Валлия; умер в 418 или 419) — король вестготов, правил в 415—418/419 годах.

## Биография

### Избрание на престол
Происхождение Валии неизвестно, возможно он был братом Атаульфа. В середине сентября 415 года, из нескольких претендентов на престол, Валия был избран королём готов. Видимо, возведением на престол Валия был обязан своим антиримским настроениям. Иордан в своём труде «О происхождении и деяниях гетов» характеризовал Валию как человека весьма строгого и благоразумного. Первоначально политика Валии была остро враждебна в отношении Римской империи. Павел Орозий писал, что Валия был избран готами для того, чтобы нарушить мир с империей.

### Войны Валии в Испании

#### Попытка переправиться в Африку
Валия прошёл всю Испанию до южных берегов. Король Валия хотел перевести вестготов дальше, через Гибралтарский пролив, в Африку, по-видимому, с той же целью, какая была у Алариха в 410 году — предоставить своему народу мирную страну для проживания. Он снарядил морской флот, но, попав в серьёзный шторм в Гибралтарском проливе и помня о кораблекрушениях во времена Алариха, решил не искушать судьбу, и вернулся в Испанию (конец 415 года). Тогда, вероятно, от основного племени отделились первые из тех групп, которые потом последовали за вандалами в Африку.

#### Договор с Римом
Валия очутился в затруднительном положении вследствие недостатка жизненных припасов. В это время против него выступил со значительным войском римский полководец Констанций. Император Гонорий опасался, как бы Валия не нарушил союза, некогда заключённого с Атаульфом. Наряду с этим он хотел вызволить свою сестру Галлу Плацидию из подчинения варварам, условившись с Констанцием, что если тот войной ли, миром ли или любым способом, как только сможет, вернет её в его государство, то он отдаст её ему в жёны. Валия вступил в переговоры и согласился на договор с Гонорием, поступив на римскую службу. Исидор Севильский повествует: «Он был избран готами, чтобы вести войну, но направлен божественным провидением к миру». Валия, в обмен на 600 000 кентинариев (то есть ок. 19 620 тонн) хлеба, с почётом вернул сестру императора Галлу Плацидию, дал знатных заложников и обещал императору выставлять войска на стороне Римского государства (весна 416). Полученного хлеба хватило бы на пропитание 15 000—20 000 воинов с их семьями в течение года.

#### Война с вандалами, аланами и свевами
Став римским военачальником, Валия в течение двух лет успешно воевал с поселившимися в Испании германскими племенами — вандалами, свевами, а также аланами. Он разгромил в битве и уничтожил вандалов-силингов в Бетике, а король силингов Фридубальд обманом был взят в плен и отослан к императору. А аланов, которые правили вандалами и свевами, он уничтожил так основательно, что когда их король Аддак был убит, немногие, кто выжил, подчинились королю вандалов из Галисии Гундериху, а свевы были отодвинуты в Галисию (416—417). Дочь Валии была замужем за представителем свевской знати и, возможно, это спасло свевов от полного разгрома. Вандалы-асдинги тоже были пощажены при том, что именно они были извечными врагами готов.
Полководец Констанций дал Валии закончить летний поход 418 года в Испании, а затем, видимо, опасаясь чрезмерного усиления готов, «отозвал» готов назад в Галлию. Валия вполне понимал, какую роль играет, служа достижению чуждых ему целей. «Мы между собою сражаемся, мы гибнем, а победа достаётся тебе», — писал он императору Гонорию, извещая его о своих победах над вандалами.

### Тулузское королевство

#### Размеры королевства

Примерные границы королевства вестготов в Аквитании

В качестве признания заслуг император отвёл готским федератам долину Гаронны «от Тулузы до Бордо» и, кроме того, выделил атлантическое побережье от Ланд и предгорий Пиренеев на юге до самой Луары на севере. Область расселения готов охватывала городские округа всей провинции Нижняя Аквитания, а также некоторые городские округа соседних провинций — Новенпопуланы и Нарбонской I, куда входила, прежде всего, Тулуза. Зато от Средиземного моря готы оказались отрезаны. Правда, Аквитания и Новемпопулана считались более богатыми областями, нежели галльская «марка».
Здесь Валия основал первое вестготское королевство, получившее, по главному городу Тулузе, название «Тулузского» (418 год). Численность вестготов при расселении в Галлии оценивается приблизительно в 100 000 человек.

#### Защита от багаудов
Выбор места для расселения вестготов был не случаен. Угроза, заставившая Констанция поселить вестготов к югу от Луары, исходила от багаудов Арморики. Великое завоевание Галлии вандалами, аланами и свевами, начавшееся в последнюю ночь 406 года, дало шанс крестьянам Арморики, и они подняли восстание против существующего порядка. Они изгнали имперских чиновников, захватили в плен землевладельцев и основали собственное независимое государство. Восстание не ограничилось пределами Арморики, и в течение десяти лет крестьяне сохраняли свои свободы. Это было самое продолжительное и успешное из всех известных нам восстаний багаудов.
В 417 году, за год до расселения вестготов к югу от Луары, Экзуперанций подавил восстание в Арморике. Вряд ли можно считать совпадением то, что вестготам было приказано прекратить войну в Испании и поселиться на границе с Арморикой именно в тот год, когда Экзуперанций сломил сопротивление багаудов. Совершенно очевидно, что войско, размещённое в Аквитании II, имело идеальные позиции для защиты от нападения со стороны Арморики.

#### Условия расселения вестготов
Поселение вестготов проводилось в соответствии с законами, предусматривавшими, что пришельцам должна отойти часть имущества прежнего населения. Вестготы получили во владение не закрытую область, откуда было бы изгнано коренное население, но поселились бок о бок с римлянами; провинциалы должны были поступиться лишь частью своих владений. И все же, хотя римские законы предписывали передачу одной трети земельных угодий, вестготы получили две трети. Каким образом это произошло, неизвестно. Уступка двух третей пахотных земель, на первый взгляд, кажется чрезмерно жёстким условием, но следует учитывать тот факт, что вследствие варварских набегов обширные территории с 407 года оставались необработанными и не приносили своим владельцам никаких доходов. К тому же, по-видимому, римляне получили право самим выбрать свою часть, так что они оставили у себя наиболее ценные земли. Сверх того, они удержали в своей власти две трети несвободного населения. Ввиду нехватки рабочих рук это было чрезвычайно благоприятное для римлян решение. Луга и леса использовались вестготами и римлянами совместно; позднее произошёл раздел, по которому они были пополам разделены между обоими собственниками.

#### Положение римлян на вестготской территории
То, что раздел земель никоим образом не привёл к оскудению римлян, подтверждается тем фактом, что и после 418 года богатые сенаторы жили в вестготской области; должно быть, они сохранили значительную часть своих земельных владений. Галльская часть вестготского королевства не была затронута волнениями. Многие римляне бежали к вестготам или к багаудам, чтобы вырваться из-под гнёта налогов. Римляне, жившие на вестготских землях, по сведениям источников, молились о том, чтобы никогда вновь не очутиться под властью императора.

### Смерть Валии
Как только договор римлян с вестготами был подписан и началось распределение земли в Аквитании, Валия умер от болезни в конце 418 или в начале 419 года. К концу своего правления Валия сделался послушным орудием в руках римлян, поэтому смерть его наверняка была для Констанция жестоким ударом.
Валия правил 3 года.